# Haveluy
Haveluy is een gemeente in het Franse Noorderdepartement (Frans: département du Nord) (regio Hauts-de-France). De plaats maakt deel uit van het arrondissement Valenciennes. Haveluy telde op 1 januari 2022 3.224 inwoners,

## Geografie
De oppervlakte van Haveluy bedroeg op 1 januari 2022 4,7 vierkante kilometer; de bevolkingsdichtheid was toen 686 inwoners per km².

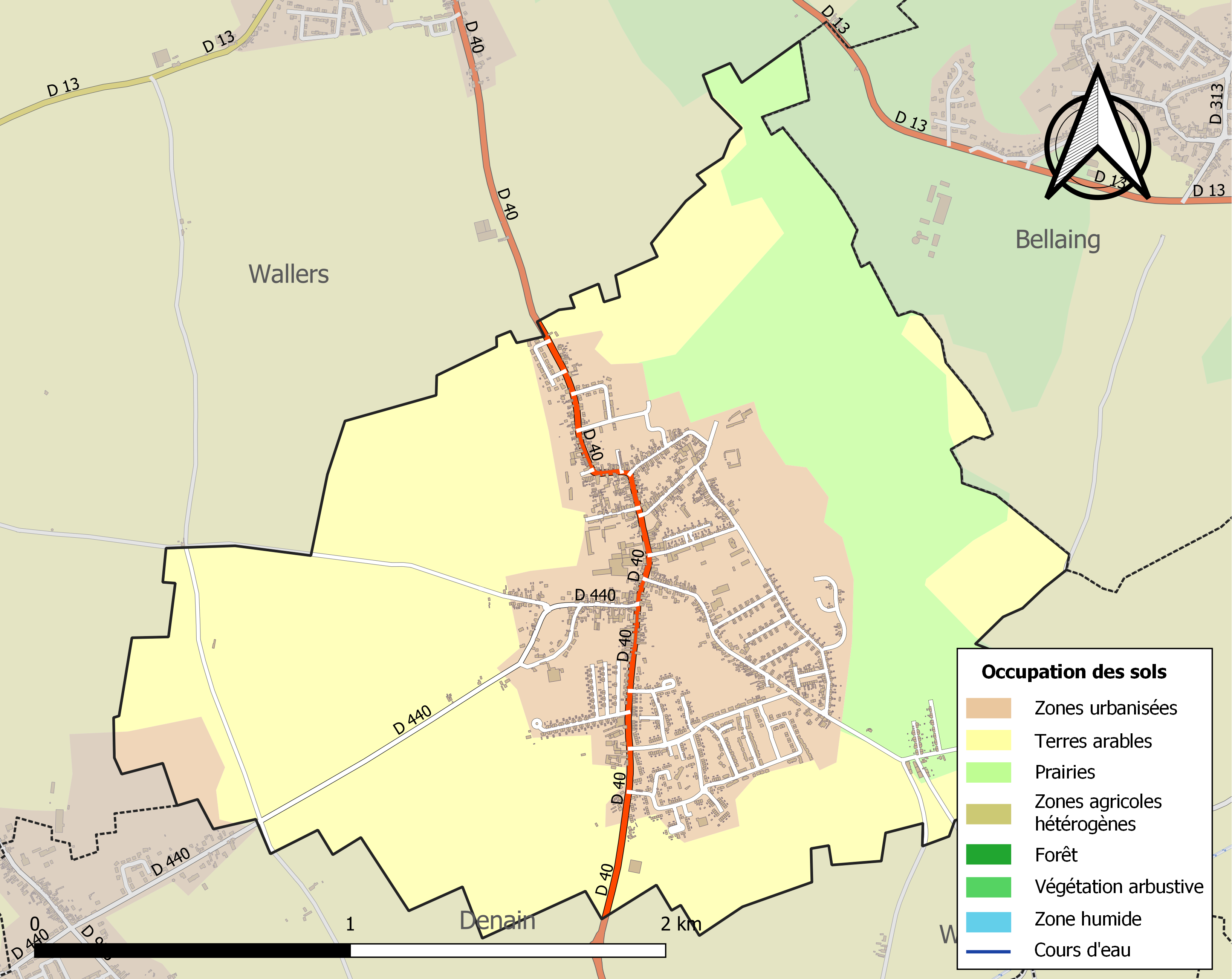
Kaart van de gemeente met belangrijkste infrastructuur, bodemgebruik en omliggende gemeenten

## Demografie
Onderstaande figuur toont het verloop van het inwonertal (bron: INSEE-tellingen).